# Passchroefsleutel

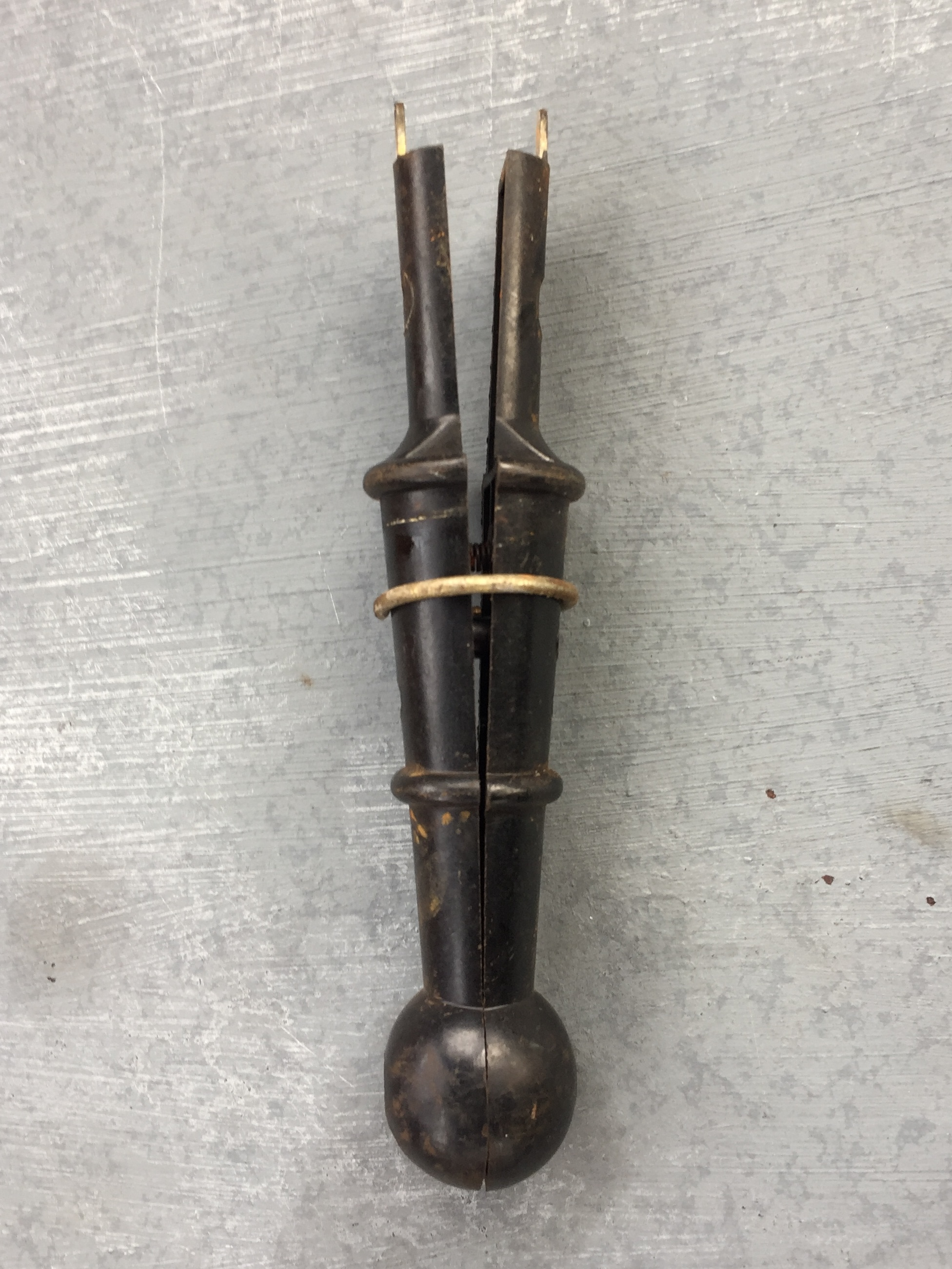

Een passchroefsleutel is een stuk gereedschap dat wordt gebruikt voor het in of uitdraaien van passchroeven in een smeltpatroonhouder.
Een passchroef verhindert dat een te zware smeltpatroon in de patroonhouder gedaan wordt. Er bestaan dan ook verschillende uitvoeringen, die gebruikt worden afhankelijk van de maximale stroomsterkte van het gebruikte smeltpatroon. Kleinere smeltpatronen passen probleemloos in een passchroef van een hogere waarde.
Een passchroefsleutel is doorgaans van kunststof gemaakt, en heeft een metalen klemconstructie aan de voorzijde, of aan beide zijden. Deze klem wordt geplaatst om de passchroef in de daarvoor bestemde sleuven. Hierna kan de passchroef veilig in of uit de patroonhouder worden gedraaid. Oude modellen zijn van hout, en bestaan uit twee helften. Een spiraalveertje drukt beide helften uit elkaar. Een verschuifbare metalen ring belemmert dit gedeeltelijk. Aan de beide helften bevindt zich aan de voorkant een metalen plaatje dat past in de sleuven van de passchroef. De passchroef wordt tussen deze twee metalen strookjes geplaatst en door de metalen ring vastgeklemd.
De meeste modellen zijn geschikt voor zowel passchroeven van 2A tot 25A, waarvan bijbehorende smeltpatroonhouder en schroefkop (KII) voorzien zijn van schroefdraad E27, dan wel voor passchroeven van boven 25A tot 63A waarvan bijbehorende smeltpatroonhouder en schroefkop (KIII) voorzien zijn van schroefdraad E33.